# Tony Bennett (sociolog)
Tony Bennett, född 1947, är en brittisk sociolog. Han är särskilt inriktad på kulturhistoria och kulturvetenskap.

## Biografi
Bennett avlade kandidatexamen i filosofi, ekonomi och politik vid Oxfords universitet 1968 och doktorsexamen i sociologi vid Sussex universitet 1972. Därefter undervisade han vid Open University. Efter att ha varit professor i Brisbane återkom han som professor vid Open University. Bennett har därtill verkat vid universitet i USA, Kina och Kanada.
Bennetts essä "Putting Policy into Cultural Studies" från 1992 anses vara nydanande.